# Eurasian League Basketball 2021
L'Eurasian League Basketball 2021 è la 2ª edizione della Lega Eurasiatica. 

## Regolamento e formato
Partecipano alla stagione regolare 5 squadre inserite in un unico girone. La regular season è composta da una fase unica, dove le squadre si incontrano in partite di sola andata. Alla fine i due team meglio classificati si affrontano in una finale unica.

## Squadre partecipanti
| Armenia - Template:Basket Dvin - Template:Basket Vahagni | Libano - Al-Riyadi Beirut | Russia - Template:Basket BARS-RGEU Rostov - Template:Basket Mitsu Lipeck |  |

## Fase finale
|  | Finale                  |    |
|  |                         |    |
|  | Template:Basket Vahagni | 75 |
|  | Template:Basket Vahagni | 75 |
|  | Al-Riyadi Beirut        | 76 |
|  | Al-Riyadi Beirut        | 76 |

| Eurasian League Basketball 2021 |
| ------------------------------- |
| Al-Riyadi Beirut 1º titolo      |